# Абсцес простати
Абсцес простати — це захворювання, яке проявляється накопиченням гною в передміхуровій залозі. Симптоми можуть включати біль у ділянці тазу, лихоманку, кров у сечі та біль під час сечовипускання. Також може виникати біль у попереку. Можливі ускладнення — затримка сечовипускання та сепсис.
Часто виникає як форма ускладнення гострого простатиту, рідше — хронічного бактеріального простатиту. Фактори ризику включають використання катетера Фолея, біопсію передміхурової залози, цукровий діабет, ниркову недостатність, цироз печінки та порушення роботи імунної системи. Хоча збудниками можуть бути різні бактерії, але найбільш поширеною причиною виникнення захворювання є кишкова паличка. Абсцес простати слід підозрювати в пацієнтів із гострим простатитом із тривалим перебігом, підтверджений за допомогою медичної візуалізації.
Для лікування зазвичай застосовуються надріз і дренування із призначенням антибактеріальної терапії. Ризик летального випадку становить 1–16 %. У розвинених країнах абсцес простати зустрічається доволі рідко завдяки належному лікуванню гострого простатиту, однак у країнах, що розвиваються, він зустрічається частіше. Абсцес простати становить приблизно 0,5 % урологічних захворювань. Найчастіше захворювання зустрічається серед літніх людей.